# 파피스 시세
파피스 뎀바 시세(프랑스어: Papiss Demba Cissé, 1985년 6월 3일 ~ )는 세네갈의 축구 선수이다. 현재 프랑스 리그 2의 아미앵에서 공격수로 뛰고 있다.

## 클럽 경력

### 경력 초기
시세는 AS 제네라시옹 풋에서 축구를 시작하였고, AS 드완에서 프로데뷔를 하였다. 그는 2005년 여름에 프랑스의 메스로 이적하였고, 2005-06 시즌이 시작한지 1달 뒤 AS 셰르부르 풋볼로 임대되었다. 그는 셰르부르에서 26경기에 출장해 11골을 기록하였고, 시즌 종료 후 메스로 복귀하였다. 이후 LB 샤토루로 임대를 가기도 했으나, 다시 복귀하여 2009년까지 메스에서 활약했다.

### SC 프라이부르크
그는 2009년 여름, 메스와 SC 프라이부르크의 프리 시즌 경기에서 1골 1도움을 기록하는 대활약을 펼친 이후 프라이부르크의 러브콜을 받았지만, 이적료에서 합의를 보지 못하여 보류되었다. 하지만 결국 6개월 뒤인 2009년 12월 28일에 프라이부르크로 이적한다. 이후 반 시즌 동안 16경기에 출장해 6골을 기록한다.
2010-11 시즌에는 32경기에서 22골을 기록하여 바이에른 뮌헨의 마리오 고메즈에 이어 분데스리가 득점 2위에 오른다. 이 22골은 프라이부르크에서 뛴 선수들 중 단일 시즌 최다골 기록이다. 또한 분데스리가에서 뛴 아프리카 출신의 선수들 중 단일 시즌 최다골 기록이기도 하다. 이전 기록은 프랑크푸르트의 토니 예보아가 1993년에 기록한 20골이었다. 같은 시즌, 그는 리그 최고 효율의 공격수로 선정되어 EFFIFU 상을 수상했다.
2011-12 시즌, 프라이부르크의 성적은 하위권에 머룰렀다. 그럼에도 시세는 반시즌 동안 9골을 기록하며 분데스리가 득점 랭킹 상위권에 올랐다.

### 뉴캐슬 유나이티드
시세는 2012년 1월 17일에 프리미어리그의 뉴캐슬 유나이티드와 5년 반 계약을 맺었고, 등번호 9번을 받게 되었다. 이후 팀 동료가 된 뎀바 바와 함께 네이션스 컵을 치르고 뉴캐슬로 돌아와 애스턴 빌라와의 경기에서 교체 선수로 데뷔했고, 그 경기에서 데뷔골을 터뜨렸다. 이후 14경기에서 13골을 터뜨리는 대활약을 펼쳐 뉴캐슬 유나이티드의 후반기 6연승 행진을 주도했다. 특히 첼시 원정에서 터뜨린 2번째 골은 많은 이들의 찬사를 받으며 BBC 스포츠의 '프리미어리그 이 달의 골'은 물론 '올 시즌의 골'에까지 선정되었다.

### 산둥 루넝
2016년 7월 9일 중국 슈퍼리그의 산둥 루넝 타이산이 파피스 시세를 완전 영입했음을 발표하였다.

## 국가대표팀 경력
2009년 8월 12일, 콩고 민주 공화국과의 친선 경기에서 처음으로 세네갈 국가 대표에 차출되었고, 이 경기에서 2골을 기록하였다. 그리고 2010년 8월 11일에 열린 네이션스 컵 예선 모리셔스와의 경기에서는 해트트릭을 기록했다.

## 선수 기록
2017년 11월 4일 기준
| 선수 기록     | 선수 기록         | 선수 기록         | 리그 | 리그 | FA컵 | FA컵 | 리그컵 | 리그컵 | 대륙대회 | 대륙대회 | 총합 | 총합 |
| 시즌          | 구단              | 리그              | 출장 | 득점 | 출장 | 득점 | 출장   | 득점   | 출장     | 득점     | 출장 | 득점 |
| 프랑스        | 프랑스            | 프랑스            | 리그 | 리그 | FA컵 | FA컵 | 리그컵 | 리그컵 | 대륙대회 | 대륙대회 | 총합 | 총합 |
| ------------- | ----------------- | ----------------- | ---- | ---- | ---- | ---- | ------ | ------ | -------- | -------- | ---- | ---- |
| 2005-06       | 메스              | 리그 1            | 1    | 0    | 0    | 0    | 0      | 0      | 0        | 0        | 1    | 0    |
| 2005-06       | 셰흐부르          | 샹피오나 나시오날 | 28   | 11   | 0    | 0    | 0      | 0      | 0        | 0        | 28   | 11   |
| 2006-07       | 메스              | 리그 2            | 32   | 12   | 2    | 0    | 1      | 0      | 0        | 0        | 35   | 12   |
| 2007-08       | 메스              | 리그 1            | 9    | 0    | 0    | 0    | 0      | 0      | 0        | 0        | 9    | 0    |
| 2007-08       | 샤토루            | 리그 2            | 15   | 4    | 0    | 0    | 0      | 0      | 0        | 0        | 15   | 4    |
| 2008-09       | 메스              | 리그 2            | 37   | 16   | 0    | 0    | 1      | 0      | 0        | 0        | 38   | 16   |
| 2009-10       | 메스              | 리그 2            | 16   | 8    | 2    | 1    | 3      | 1      | 0        | 0        | 21   | 10   |
| 독일          | 독일              | 독일              | 리그 | 리그 | FA컵 | FA컵 | 기타   | 기타   | 대륙대회 | 대륙대회 | 총합 | 총합 |
| 2010-11       | 프라이부르크      | 분데스리가        | 16   | 6    | 0    | 0    | 0      | 0      | 0        | 0        | 16   | 0    |
| 2011-12       | 프라이부르크      | 분데스리가        | 32   | 22   | 2    | 2    | 0      | 0      | 0        | 0        | 34   | 24   |
| 2012-13       | 프라이부르크      | 분데스리가        | 17   | 9    | 0    | 0    | 0      | 0      | 0        | 0        | 19   | 0    |
| 잉글랜드      | 잉글랜드          | 잉글랜드          | 리그 | 리그 | FA컵 | FA컵 | 리그컵 | 리그컵 | 대륙대회 | 대륙대회 | 총합 | 총합 |
| 2011-12       | 뉴캐슬 유나이티드 | EPL               | 14   | 13   | 0    | 0    | 0      | 0      | 0        | 0        | 14   | 13   |
| 2012-13       | 뉴캐슬 유나이티드 | EPL               | 36   | 8    | 0    | 0    | 1      | 1      | 10       | 4        | 47   | 13   |
| 2013-14       | 뉴캐슬 유나이티드 | EPL               | 24   | 2    | 1    | 1    | 2      | 1      | 0        | 0        | 27   | 4    |
| 2014-15       | 뉴캐슬 유나이티드 | EPL               | 22   | 11   | 0    | 0    | 0      | 0      | 0        | 0        | 22   | 11   |
| 2015-16       | 뉴캐슬 유나이티드 | EPL               | 21   | 3    | 0    | 0    | 0      | 0      | 0        | 0        | 21   | 3    |
| 중국          | 중국              | 중국              | 리그 | 리그 | FA컵 | FA컵 | 기타   | 기타   | 대륙대회 | 대륙대회 | 총합 | 총합 |
| 2016          | 산둥 루넝         | CSL               | 13   | 5    | 0    | 0    | 0      | 0      | 0        | 0        | 13   | 5    |
| 2017          | 산둥 루넝         | CSL               | 18   | 11   | 2    | 0    | 0      | 0      | 0        | 0        | 20   | 11   |
| 프랑스 통산   | 프랑스 통산       | 프랑스 통산       | 138  | 51   | 4    | 1    | 5      | 1      | 0        | 0        | 147  | 53   |
| 독일 통산     | 독일 통산         | 독일 통산         | 65   | 37   | 2    | 2    | 0      | 0      | 0        | 0        | 67   | 39   |
| 잉글랜드 통산 | 잉글랜드 통산     | 잉글랜드 통산     | 117  | 37   | 1    | 1    | 3      | 2      | 10       | 4        | 131  | 44   |
| 중국 통산     | 중국 통산         | 중국 통산         | 31   | 16   | 2    | 0    | 0      | 0      | 0        | 0        | 33   | 16   |
| 커리어 통산   | 커리어 통산       | 커리어 통산       | 351  | 141  | 7    | 4    | 8      | 3      | 10       | 4        | 378  | 152  |

## 참고 문헌
1. ↑  (독일어) “Freiburg holt Stürmer Cissé aus Metz”. 트랜스퍼마켓. 2009년 12월 28일. 2010년 1월 16일에 원본 문서에서 보존된 문서. 2012년 10월 2일에 확인함.
2. ↑  (한국어) “(오피셜) 파피스 뎀바 시세, 뉴캐슬 이적”. 골닷컴. 2012년 1월 18일. 2012년 10월 2일에 확인함.
3. ↑  (한국어) “파피스 시세, 뉴캐슬 데뷔전서 결승골 작렬”. 골닷컴. 2012년 2월 6일. 2012년 10월 2일에 확인함.